# Arvid Andersson (gymnast)
För andra betydelser, se Arvid Andersson.
Karl Arvid Andersson, senare Holtman, född 20 december 1896 i Ekerö, död 28 januari 1992 i Stockholm, var en svensk gymnast.
Han blev olympisk guldmedaljör 1920.
Arvid Andersson bytte senare efternamn till Holtman. Han är begravd på Norra begravningsplatsen utanför Stockholm.